# Брюззесе, Себастьен
Себастьен Брюззесе (нидерл. Sébastien Bruzzese; род. 1 марта 1989, Льеж, Валлония) — бельгийский футболист, вратарь клуба «Серкль Брюгге».

## Клубная карьера
Начинал заниматься футболом в футбольных школах «Серена» и «Льежа», где выступал также за юношеские команды. В 2006 году он дебютировал за основной команды, выступавшей в третьем бельгийском дивизионе, и принял участие в её составе в трёх встречах. В 2007 году стал футболистом «Андерлехта», где начал выступать за резервную команду. Через год стал тренироваться с основным составом. После травмы основного голкипера Даниэла Зитки и уходу Сильвио Прото в аренду, какое-то время являлся вторым вратарём, однако, на поле так и не появился.
В конце января 2010 года покинул «Андерлехт» и стал игроком «Гента». В его составе дебютировал в чемпионате Бельгии 20 апреля 2011 года в домашней игре с «Андерлехтом». Брюззесе вышел в стартовом составе и пропустил один мяч на 37-й минуте, в результате чего встреча завершилась со счётом 1:1. За два года, проведённые в клубе голкипер принял участие в 4 матчах, в которых пропустил 8 мячей.
В середине мая 2012 года подписал двухлетний контракт с «Зюлте-Варегемом». Соглашение предусматривало продление ещё на два года. Первую игру за новую команду провёл только 30 марта 2013 года в игре с «Локереном», выйдя на поле в стартовом составе. По итогам сезона клуб завоевал серебряные медали чемпионата, а на следующий год добрался до финала кубка страны, где с минимальным счётом проиграл «Локерену». Брюззесе провёл на поле всю игру.
В мае 2015 года подписал контракт с «Брюгге», рассчитанный на пять лет. В составе клуба дебютировал в первом туре нового чемпионата с «Сент-Трюйденом». По итогам сезона «Брюгге» стал чемпионом страны и финала кубка, а перед началом следующего стал обладателем суперкубка. 
В начале января 2017 года был отправлен в аренду в «Сент-Трюйден» до конца сезона. В общей сложности за команду провёл 5 встреч в чемпионате, в которых пропустил 5 мячей.
19 июня 2017 года пополнил ряды «Кортрейка». Брюззесе не был основным игроком, поэтому его дебют состоялся только 14 апреля следующего года, отыграв на ноль встречу с «Льерсом». Летом 2020 года после окончания контракта с «Кортрейком», став свободным агентом.
18 декабря 2020 года подписал контракт с «Серкль Брюгге» на полтора года, с возможностью продлить его ещё на один год.

## Достижения
Зюлте Варегем
- Серебряный призёр чемпионата Бельгии: 2012/13
- Финалист кубка Бельгии: 2013/14

 Брюгге
- Чемпион Бельгии: 2015/16
- Финалист кубка Бельгии: 2015/16
- Обладатель суперкубка Бельгии: 2016